# Matija Petar Katančić
Matija Petar Katančić (nacido en Valpovo en el año 1750, muerto en Buda en el año 1825) fue un escritor, profesor de estética y arqueología, lexicógrafo y numismático. Hijo de un botero en Valpovo, ciudad en la que recibió su educación inicial, para continuar su educación en Pecz, Buda, Baia y Szegedin. Comenzó su noviciado en Viena y entró en la orden tomando el nombre de Petar. 
Completó sus estudios de teología en Osijek, y sus estudios de filosofía, estética y poética, en Buda. Trabajó durante diez años como profesor en, y cuando la ola de germanización llegó a la escuela de gramática de Osijek (en el año 1788), se fue a Zagreb donde comenzó acompañando al obispo de Zagreb, Maksimilijan Vrhovac. 
Fue elegido posteriormente profesor de arqueología y numismática en Buda en el año 1795, pero debido a su mala salud tuvo que dejar de enseñar en el año 1800, para dedicarse a la ciencia y a la traducción de la Biblia en croata. En el año 1817 escribió el "Cuaderno de poesía ilírica" - "De poesi Illyrica libellus", en el que trató de justificar y explicar su posición poética inicial. Además publicó un número importante de libros del área de arqueología antigua en Panonia (Eslavonia). Su trabajo de mayor importancia para la literatura y cultura croata fue su traducción completa de la Biblia en seis grandes volúmenes, el Viejo y el Nuevo Testamento, publicados tras su muerte, en Buda en el año 1831. Es además autor de dos diccionarios inconclusos, el diccionario semántico-etimológico de derecho, y la etimología latino-croata "Etymologicon illyricum". Si bien algunas de sus extensas obras permanecieron inacabadas e incompletas, la concepción de Katančić sobre los croatas (Ilirios) y sus textos escritos en el dialecto shtokavo de la lengua croata tuvieron un impacto fuerte en el Movimiento Ilirio. 